# 礼萨·阿特里
礼萨·阿特里（波斯語：رضا اطری نقارچی，1994年8月8日—），伊朗男子摔跤运动员，2015年世界军人运动会男子自由式57公斤级铜牌得主、2018年亚洲运动会男子自由式57公斤级铜牌得主、2022年世界摔跤锦标赛男子自由式61公斤级银牌得主。